# Sebastian Neumann
Sebastian Neumann, né le 18 février 1991 à Berlin, est un footballeur allemand évoluant au MSV Duisbourg.

## Biographie
Sebastian Neumann commence le football en 1995 à l'Eintracht Südring Berlin avant de rejoindre l'Internationale Berlin. En 2001, il rejoint le Hertha BSC. Il joue d'abord comme milieu de terrain gauche mais, en raison d'une blessure d'un coéquipier, il joue en défense centrale.
À l'été 2009, Neumann joue son premier match avec l'équipe réserve du Hertha BSC 0-0 contre le SV Babelsberg 03. Pendant la saison 2009-2010 de Regionalliga, il dispute 25 des 34 matchs. Il dispute la finale de la coupe des équipes de juniors en 2010 que Berlin perdra 2-1 contre le TSG 1899 Hoffenheim. Grâce à sa bonne performance, Neumann reçoit à l'été 2010 un contrat de trois ans pour rejoindre l'équipe première. Il fait ses débuts le 14 août de la même année lors du premier tour de la Coupe d'Allemagne contre les amateurs du SC Pfullendorf.
Il fait ses débuts en 2. Bundesliga lors de la neuvième journée contre le SpVgg Greuther Fürth en remplaçant Andre Mijatović en cours du match.
Lors de la saison 2012-2013, l'entraîneur Jos Luhukay le renvoi en équipe réserve. Après deux matchs pour la réserve du Hertha, Neumann décide de changer de club et signe le 30 août 2012 un contrat de deux ans avec le VfL Osnabrück en 3. Liga. Il devient un cadre de la défense centrale d'Osnabrück. À l'été 2014, il est sous contrat avec le VfR Aalen en 2. Bundesliga. Cependant, une déchirure du ménisque extérieur lors de la préparation le rendra indisponible jusqu'à la trêve hivernale.
Pour la saison 2016-2017, Neumann rejoint le FC Würzburger Kickers, promu en 2. Bundesliga. Pendant deux ans, il en sera capitaine de cette équipe.
Pour la saison 2018-2019, Neumann s'engage avec le MSV Duisbourg en 2. Bundesliga.
Après des apparitions dans les différentes équipes juniors allemandes, il est sélectionné par l'entraîneur Rainer Adrion pour la première fois du match dans l'équipe d'Allemagne espoirs de football pour jouer contre l'Ukraine le 11 octobre 2010 à Unterhaching. Il entre en cours de jeu en remplacement de Konstantin Rausch.

## Source
- (de) Cet article est partiellement ou en totalité issu de l’article de Wikipédia en allemand intitulé « Sebastian Neumann » (voir la liste des auteurs).